# 圣保罗中央区

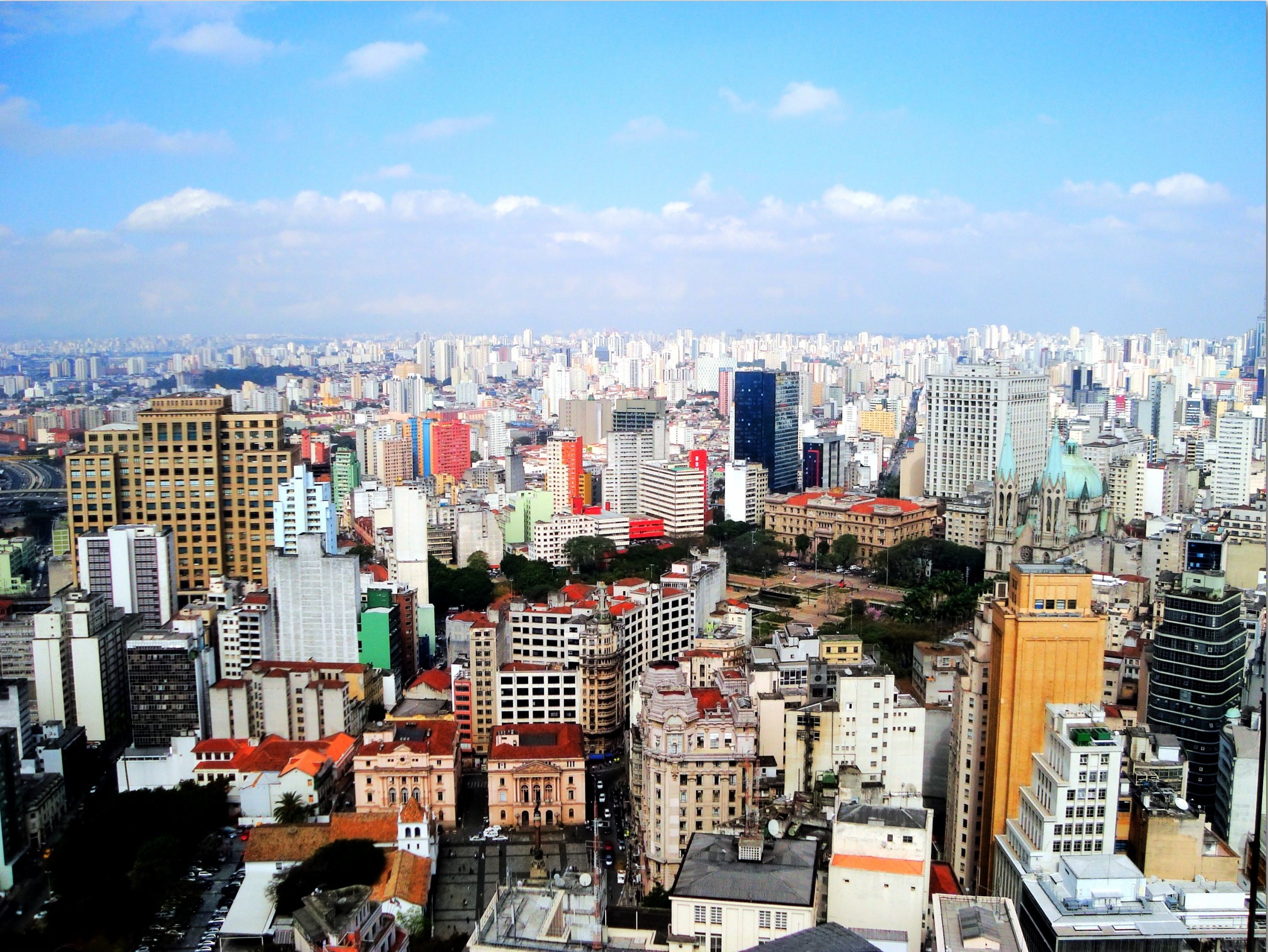
圣保罗中央区

圣保罗中央区（Zona Central de São Paulo）是巴西圣保罗的主要商业区，与自由区和共和国区等接壤。